# Silberspitze
Silberspitze är en bergstopp i Österrike.   Den ligger i distriktet Landeck och förbundslandet Tyrolen, i den västra delen av landet, 500 km väster om huvudstaden Wien. Toppen på Silberspitze är 2 461 meter över havet, eller 346 meter över den omgivande terrängen. Bredden vid basen är 1,8 km.
Terrängen runt Silberspitze är huvudsakligen mycket bergig. Närmaste större samhälle är Zams, 3,3 km sydost om Silberspitze. 
I omgivningarna runt Silberspitze växer i huvudsak barrskog. Runt Silberspitze är det ganska glesbefolkat, med 27 invånare per kvadratkilometer.